# Ayya Khema

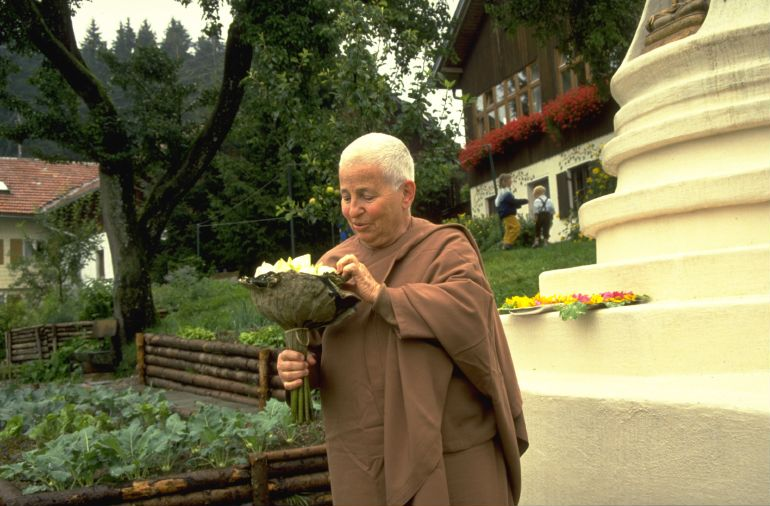
Ayya Khema, 1993

Ayya Khema (eigentlich Ilse Ledermann, * 25. August 1923 in Berlin als Ilse Kussel; † 2. November 1997 in Uttenbühl im Allgäu) war eine buddhistische Nonne in der Theravada-Tradition.

## Leben

### Kindheit und Jugend
Ayya Khema wurde am 25. August 1923 als Ilse Kussel in Berlin als einziges Kind wohlhabender jüdischer Eltern geboren. In Berlin verbrachte sie auch ihre Kindheit und Jugend. Ihre Eltern verließen Berlin Anfang 1939 über Triest und flohen nach Shanghai (Republik China), der damals letzten Zufluchtsstätte für europäische Juden. Kussel verließ Deutschland im April 1939 mit einem der letzten Schiffstransporte jüdischer Kinder. Sie fand vorübergehend Aufnahme bei einer Gastfamilie russisch-jüdischer Herkunft in Glasgow (Schottland). Im Februar 1941 folgte sie ihren Eltern in die entstandene europäisch-jüdische Exilgemeinde.
Während des Pazifikkriegs eroberten die Japaner Shanghai 1937. Auf Drängen der deutschen Regierung wurden die ca. 20.000 europäischen Juden dort Anfang 1943 zwangsweise in einem Stadtteil konzentriert. Im Shanghaier Ghetto starb Kussels Vater Theodor im August 1945, wenige Wochen vor der Befreiung des Ghettos durch die Amerikaner.

### Emigration in die USA
Nach der Heirat mit Johannes Dombrowski und der Geburt der gemeinsamen Tochter Irene im Ghetto von Shanghai konnte die Familie 1949 auf einem der letzten Truppentransporter nach Kalifornien (USA) emigrieren, kurz bevor die Volksbefreiungsarmee Shanghai eroberte. In den USA erhielt Ilse Dombrowski alsbald die amerikanische Staatsbürgerschaft.
Bis zur Geburt ihres Sohnes Jeffrey im Jahr 1956 lebte und arbeitete sie in San Diego als Sekretärin und Buchhalterin. In diesen Jahren regte sich in ihr ein wachsendes Gefühl der Unzufriedenheit mit der materiellen Orientierung ihres neuen Lebens und sie begann mit der Lektüre philosophischer und spiritueller Bücher. Mit ihren Gedanken und Gefühlen blieb sie jedoch in ihrer Familie allein, bis sie in Kalifornien im Hause ihrer Mutter 1959 Gerd Ledermann kennenlernte, einen ebenfalls aus Berlin stammenden jüdischen Elektroingenieur, den sie bald nach der Scheidung ihrer ersten Ehe in Mexiko heiratete. Dort lebten das Paar und der Sohn Jeffrey auch kurze Zeit in einer spirituellen Gemeinschaft.

### Reisen
Mit Gerd Ledermann und dem Sohn aus erster Ehe bereiste Ilse in den folgenden Jahren Mittel- und Südamerika, Australien, Asien und Europa. Längere Zeit lebte und arbeitete die Familie in Mexiko, Pakistan und Australien. Den Beginn ihrer spirituellen Entwicklung markieren Aufenthalte im Ashram des verstorbenen Ramana Maharshi und im Sri Aurobindo Ashram in Südindien. Dort begegnete Ilse Ledermann auch der „Mutter“ Mirra Alfassa, Sri Aurobindos kongenialer Weggefährtin, deren phantasievolle angeleitete Meditationen und sprachliche Einfachheit ihr einen ersten und bis zuletzt prägenden Zugang zur Meditation ermöglichten.
1967 wurde die Familie dann in Queensland (Australien) sesshaft, kaufte ein Grundstück und begann mit dem Aufbau der biologischen Farm Shalom (Frieden).

### Kontakt mit dem Buddhismus
Anfang der siebziger Jahre besuchte der englische buddhistische Mönch Phra Khantipalo (Laurence Mills) die Familie. Von ihm hörte Ilse Ledermann das erste Mal den Buddhadhamma, die Wirklichkeits- und Befreiungslehre des historischen Buddha. Bald organisierte sie für Khantipalo auf der Farm Meditationskurse, reiste in verschiedene buddhistische Zentren in den USA und Burma und begleitete später erste eigene Meditationskurse auf der Farm.
1977 zerbrach die Ehe mit Gerd Ledermann. Nach dem Verkauf der Farm erwarb Ilse ein Grundstück bei Sydney, auf dem das buddhistische Waldkloster Wat Buddha Dhamma unter der Leitung von Khantipalo entstand. Nach einer mehrmonatigen Trainingszeit in thailändischen Waldklöstern bei Ajahn Singtong und Ajahn Maha Bua reiste Ilse 1979 nach Sri Lanka, wo sie im August 1979 im Vajirarama-Tempel durch den Abt Narada Mahathera in der frühbuddhistischen Tradition des Theravada zur Novizin (Samaneri) mit dem Namen Khema ordiniert wurde.
Bald darauf lernte Khema auf Sri Lanka den ebenfalls jüdischstämmigen deutschen Mönch Nyanaponika Mahathera (1901–1994) kennen. Es schloss sich öffentliches Engagement für die Belange des verkümmerten Nonnenordens in Sri Lanka an.

### Lehrtätigkeit und Erkrankung
1983 suchte sie Matara Sri Nyanarama Mahathera (1901–1992) auf, einen singhalesischen Mönch und Meditationsmeister aus dem Tempel Mitirigala. Nach Ayya Khemas eigenen Angaben hat er ihre Meditationspraxis der meditativ verfeinerten Bewusstseinszustände (Jhana) als korrekt bestätigt und sie dazu autorisiert, diese meditative Entfaltung der Geistesruhe (samatha-bhavana) systematisch im Westen zu lehren. Parallel zur Aufnahme dieser Lehrtätigkeit entstand 1985 in Sri Lanka ein Kloster für westliche Nonnen auf der Insel Parappuduwa im Ratgama-See, dessen erste Äbtissin Khema bis Anfang der neunziger Jahre war. 1987 war sie wesentlich an der Gründung von Sakyadhita beteiligt.
Etwa zur gleichen Zeit erfuhr sie von ihrer Krebserkrankung. Sie entschied sich zunächst gegen eine Operation. Im Dezember 1988 wurde sie im Hsi-Lai-Tempel in Los Angeles (Kalifornien) bei der International Buddhist Progress Society, einer national-chinesischen buddhistischen Tradition, zur Bhikkhuni ordiniert.
Durch ihre Lehrtätigkeit in Europa und Übersee seit Anfang der achtziger Jahre wurde Khema, die sich nun traditionsgemäß Ayya („ehrwürdige Dame“) nannte, als buddhistische Nonne und Meditationslehrerin bekannt. Da in Sri Lanka die Lage Ende der achtziger Jahre aufgrund ethnischer Unruhen immer schwieriger und unsicherer wurde, entstand auf Initiative einiger deutscher Buddhisten Anfang 1989 in Südbayern ein buddhistisches Meditations- und Studienzentrum, das Buddha-Haus im Allgäu. Es wurde immer mehr zu Ayya Khemas Lehr- und Lebensmittelpunkt und bald auch zum Sitz des von ihr gegründeten Jhana Verlags.
Im Buddha-Haus bildete sich bald eine kleine Gemeinschaft von Frauen und Männern, die Ayya Khema bei der Verbreitung des Buddhadhamma in Wort und Schrift unterstützte. Im Jahr 1993 unterzog sich Ayya Khema einer umfangreichen Krebsoperation, der weitere Operationen folgten. Ende 1993 eröffnete die Buddha-Haus-Gemeinschaft ein Meditationszentrum in München und Anfang 1999 ein weiteres in Stuttgart.
1995 wurde auf Initiative von Ayya Khema, nachdem ein erstes Projekt im Bayerischen Wald gescheitert war, im Allgäu ein ehemaliges Alphotel erworben und zu einem Waldkloster und Retreatzentrum umgebaut, das im Sommer 1997 als Metta Vihara („Aufenthaltsort der Liebenden Güte“) seine Türen öffnete. Es wurde zum Sitz des im Oktober 1997 von Ayya Khema gegründeten Ordens der westlichen Waldklostertradition.

### Tod und Nachwirkungen
Mitte 1997 musste sich Ayya Khema einer weiteren Krebsbehandlung unterziehen. Am Morgen des 2. November 1997 starb sie im Buddha-Haus. Ihre Asche wurde im Mai 1998 in dem Stupa im Garten des Buddha-Hauses feierlich beigesetzt. Zu ihrem Nachfolger in der spirituellen Leitung der Zentren bestimmte sie ihren langjährigen Schüler Nyanabodhi.
Auf dem Stupa im Garten des Buddha-Hauses, in dem die Urne mit Ayya Khemas Asche beigesetzt wurde, befindet sich eine Gedenkplakette.

## Werke
- mit Pema Chödrön: Offenes Herz – mutiger Geist. Jhana Verlag, 2004, ISBN 3-931274-28-4
- Meditation ohne Geheimnis. Theseus Verlag, 1998, ISBN 3-89620-083-6
- Nicht so viel denken, mehr lieben – Buddha und Jesus im Dialog. Hoffmann und Campe Verlag 1997 (Originalausgabe: Jesus meets the Buddha. Jhana Verlag, 1995)
- Ich schenke euch mein Leben. Jhana Verlag, 1997, ISBN 978-3-931274-34-4
- Um was geht's denn eigentlich? Ein Vortrag über Dhamma-Praxis. 21. August 1991. ISBN 3-928396-04-8 (Online)
- All of Us – Beset by Birth, Decay and Death; Twelve Dhamma Talks On Practice given on Parappaduwa Nuns Island. 1987 (Online)
- Die Ewigkeit ist jetzt: Frieden finden durch die Lehre Buddhas. Scherz Verlag, 2008, ISBN 978-3-502-61186-8 (Originaltitel: Being Nobody, going Nowhere)